# Ibrahim ibn Abdullah al-Anqari
Ibrahim ibn Abdullah al-Anqari  (arabisch إبراهيم بن عبد الله العنقري, DMG Ibrāhīm ʿAbd Allāh al-ʿAnqarī; * 1928; † 14. Januar 2008 in Genf) war ein saudischer Politiker.

## Werdegang
Er leitete das Büros des Bildungsministers, trat in den auswärtigen Dienst und wurde an der Botschaft in Washington, D.C. beschäftigt.
Anschließend übte er eine leitende Funktion im Innenministerium aus und wurde stellvertretender Innenminister.
Von 1970 bis 1975 war er Zensurminister und vertrat das Königreich auf mehreren regionalen und internationalen Konferenzen.
Von 1976 bis Mai 1983 war er Minister für Arbeit und Soziales.
Von Mai 1983 bis 1992 war er Minister für städtische und ländliche Angelegenheiten im Kabinett von Fahd ibn Abd al-Aziz. Anschließend war er Sonderberater des Monarchen.